# Журавли (Советский район)
Журавли — опустевшая деревня в Советском районе Кировской области в составе Ильинского сельского поселения. 

## География
Находится на левом берегу реки Немда на расстоянии примерно 3 километров по прямой на юго-запад от районного центра города Советск.

## История
Известна с 1701 года как деревня Жаравлевская. В 1873 году здесь было учтено дворов 19 и жителей 180, в 1905 (уже Журавлевская) 44 и 344, в 1926 65 и 324, в 1950 52 и 149. В 1989 году оставалось 29 жителей. Название в XX веке колебалось от Журавлево до Журавли. 

## Население
Постоянное население составляло 8 человек (русские 100%) в 2002 году, 0 в 2010.